# Jonik
Jonik (od łac. pes Ionicus, stopa jońska) – w greckiej i łacińskiej metryce iloczasowej sześciomorowa stopa metryczna składająca się z czterech sylab: dwóch długich i dwóch krótkich. W zależności od kolejności sylab wyróżniamy dwa typy joników:
 – jonik a maiore, zwany też opadającym lub dużym
 – jonik a minore, zwany wzrastającym lub małym
Jonik a maiore składa się z dwóch sylab długich stanowiących arsę oraz dwóch krótkich w tezie. Jonik a minore ma odwrotny układ, tj. składa się kolejno z dwóch sylab krótkich stanowiących tezę, po których następuje arsa składająca się z dwóch sylab długich.
Joniki są budulcem metrów jońskich: dymetru jońskiego (anakreontyku), tetrametru jońskiego katalektycznego (zwanego inaczej galijambem) oraz tetrametru jońskiego brachykatalektycznego (zwanego inaczej sotadejem). Oba typy joników nigdy nie występują razem (tj. metrum jońskie może składać się albo wyłącznie z joników a maiore, albo wyłącznie z joników a minore, nie mogą one natomiast być przemieszane w obrębie metrum).